# Элиникон-Арьируполис
Элинико́н — Арьиру́полис (греч. Δήμος Ελληνικού — Αργυρούπολης) — община (дим) в Греции. Образована 2011 году по Программе «Калликратис» при слиянии упразднённых общин Арьируполиса и Элиникона. Входит в периферийную единицу Южные Афины в периферии Аттике. Население общины — 51 356 жителей по переписи 2011 года, это 65-я по населению община в Греции. Площадь общины — 15,355 квадратного километра. Плотность 3344,58 человека на квадратный километр. Административный центр — Арьируполис. Димархом на местных выборах 2014 года выбран Иоанис Костандатос (Ιωάννης Κωσταντάτος).
Граничит на юге с Глифадой, на северо-западе — с Алимосом, на севере — с Ильюполисом, на востоке — с Кропией.

## Города-побратимы
- Франция, Кастане-Толозан
- Италия, Монкальери
- Россия, Ессентуки

## Административное деление

Административное деление общины:
1 — о. е. Арьируполис
2 — о. е. Элиникон

Община (дим) Элиникон — Арьируполис делится на 2 общинные единицы.
| Общинная единица | Сообщество  | Населённый пункт | Население (2011), человек |
| ---------------- | ----------- | ---------------- | ------------------------- |
| Арьируполис      | Арьируполис | Арьируполис      | 34 097                    |
| Элиникон         | Элиникон    | Элиникон         | 29 939                    |